# Norman Garstin

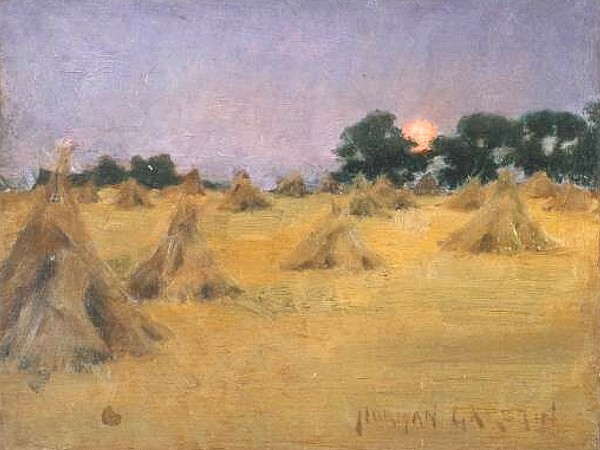
Haycocks And Sun (1886)

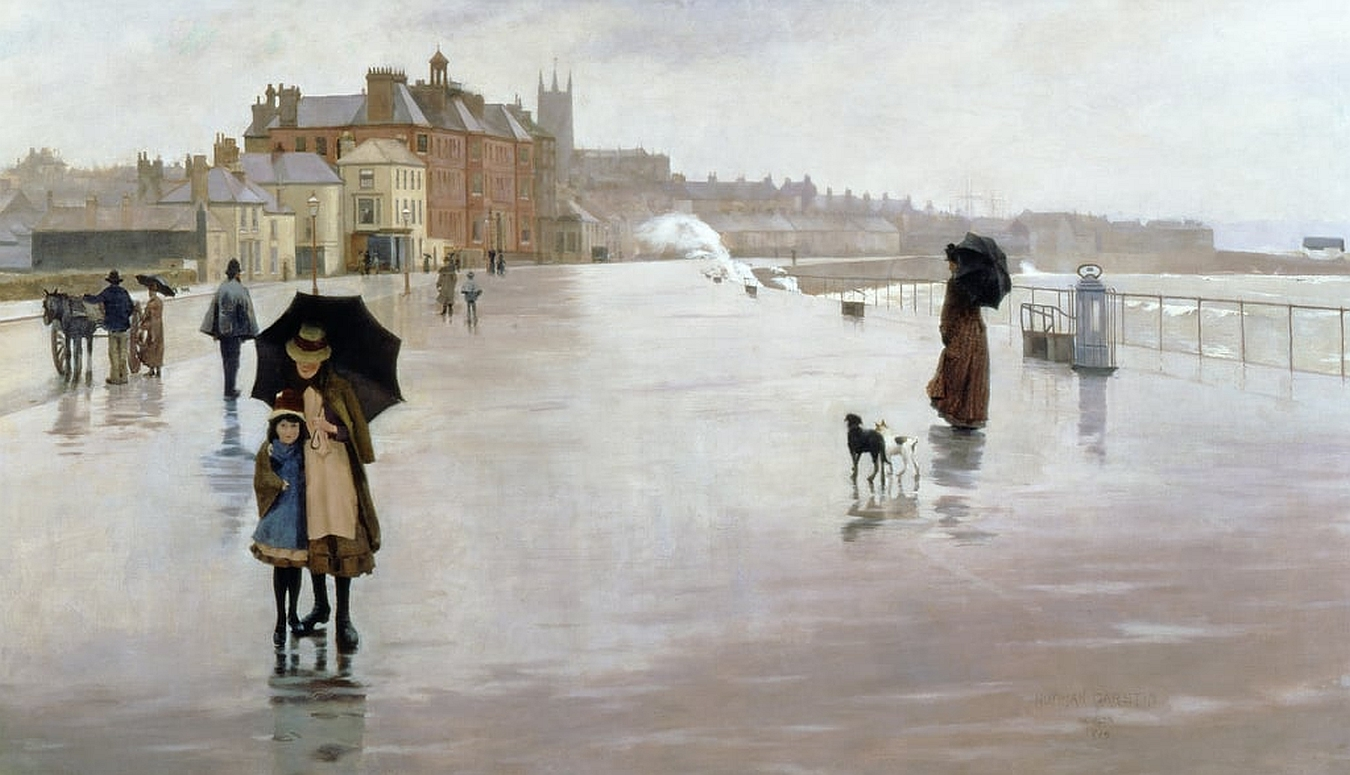
The Rain It Raineth Every Day (1889)

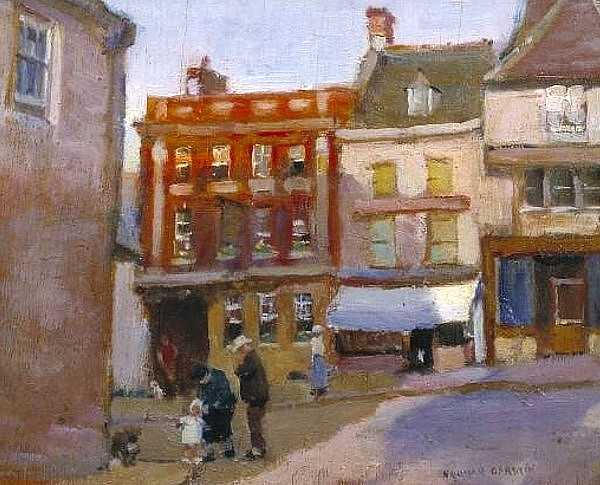
The Bull Hotel – Barford (1916)

Norman Garstin (* 28. August 1847 in Caherconlish, Limerick, Irland; † 22. Juni 1926) war ein irischer Maler des Spätimpressionismus und ein wichtiger Vertreter der Newlyn School, einer Künstlerkolonie des späten 19. und frühen 20. Jahrhunderts.

## Leben und Werk
Norman Garstin studierte zunächst Technik und Architektur. Einige Zeit später versuchte er sein Glück im Gold- und Diamantbergbau in Südafrika, konnte aber im Gegensatz zu seinem Freund Cecil Rhodes keine Reichtümer anhäufen. Schließlich gründete er die Zeitung The Cape Times. Trotz seines Rufs als hervorragender Journalist verbesserte sich seine Finanzsituation nicht wesentlich, so dass er 1877 nach Irland zurückkehrte, um als Gentleman und Hobbymaler zu leben.
1880 schrieb er sich in der Akademie von Charles Verlat in Antwerpen ein. Von dort ging er nach Paris, wo er drei Jahre lang im Atelier von Emile Auguste Carolus-Duran tätig war. Anschließend bereiste er Südfrankreich, Italien, Marokko und Spanien. 1885 kam er mit Mitgliedern der Newlyn School in Kontakt, schloss sich ihnen ein Jahr später an und ließ sich in Newlyn nieder. 1890 zog er in den Nachbarort Penzance und bewohnte dort lange Jahre Wellington Terrace nahe Penlee House. Er beeinflusste nachhaltig die weitere Entwicklung der Künstlerkolonie, so dass ihn Stanhope Forbes später als intellektuellen Mentor der Newlyn School bezeichnete.
Garstin war wie viele seiner Zeitgenossen fasziniert von japanischer Kalligrafie und bewunderte die Arbeit des amerikanischen Malers James McNeill Whistler. Begeistert durch die naturalistische Tradition der Schule von Barbizon und die Freilichtarbeiten der französischen Impressionisten wie Édouard Manet und Edgar Degas zielte er auf eine genaue und ungeschönte Wiedergabe des Landlebens ab. Seine späten Arbeiten wurden anekdotischer im Inhalt.
Garstin hatte das Talent, die Atmosphäre und das Mysterium eines besonderen Moments einzufangen und dies in wahrnehmbaren Effekten des Lichtes wiederzugeben. Zu seinen bekanntesten Gemälden zählt The Rain It Raineth Every Day  aus dem Jahr 1889, das heute im Penlee House in Newlyn zu sehen ist. Garstin stellte in der Royal Academy und der Royal Hibernian Academy von 1883 aus. Nebenher unterrichtete er 25 Jahre lang in Sommerkursen 40 Studenten pro Jahr.